# Clinique Cecil

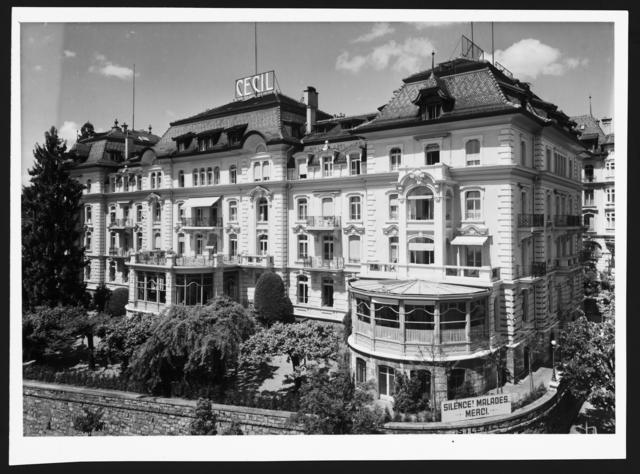

La Clinique Cecil est un hôpital de Suisse situé à Lausanne dans le canton de Vaud. Fondée en 1931, elle fait partie du groupe de cliniques privées Hirslanden depuis 1990. Au cours de l'exercice 2015/16, 3 974 patients hospitalisés ont été traités par 391 médecins. 
La Clinique Cecil est le partenaire médical officiel du tour du monde de Bertrand Piccard et André Borschberg pour Solar Impulse,.

## Histoire
La Clinique Cecil était initialement un hôtel, construit entre 1905 et 1907 par l'architecte Charles Melley. En 1931, l'hôtel a été réaménagé en clinique par Georges Espitaux,. En 1972, la clinique est rachetée par le groupe American Medical International. En 1990, le groupe de cliniques privées Hirslanden rachète la Clinique Cecil. 
En 2012, à la suite d'un remaniement stratégique, Pierre-Frédéric Guex quitte ses fonctions après 17 ans de services. Ce dernier a été remplacé par Philipp Teubner qui donnera sa démission en juin 2015. À ce jour, la clinique est dirigée par Jean-Claude Chatelain.

## Chiffres clés & infrastructure
En 2016, la Clinique Cecil compte 474 employés, 391 médecins salariés et affiliés, 86 lits, 6 salles d'opération dont 1 hybride et 2 salles d'accouchement,. La Clinique Cecil enregistre une moyenne 4,000 hospitalisations par an. En 2016, la Clinique Cecil a accueilli 3 974 patients.
La clinique dispose également d'une unité de soins intensifs de 7 lits reconnue par la Société suisse de médecine intensive.
En 2013/14, la Clinique Cecil a contribué à hauteur de 6,4 % dans le chiffre d'affaires du groupe de cliniques privées Hirslanden.
En novembre 2015, la Clinique Cecil a agrandi ses infrastructures avec la création d'un bâtiment de 900 m2. La nouvelle infrastructure comprend la première salle d'opération hybride de Suisse romande joignant l'équipement d'une salle d'opération traditionnelle à un équipement de radiologie performant.

## Centres et instituts
La Clinique Cecil comprend un centre interventionnel ambulatoire, un centre pluridisciplinaire de la douleur, une maternité et gynécologie obstétrique, un centre de dialyse, un centre de physiothérapie et d'ostéopathie, un institut de radiologie multisite ainsi qu'un centre cardiovasculaire.

## Spécialisations
Les principales spécialités de la Clinique Cecil sont l'allergologie et l'immunologie, l'anesthésiologie, l'angiologie, la cardiologie, la chirurgie cardiaque et vasculaire thoracique, la chirurgie de la colonne vertébrale, la chirurgie de la main, la chirurgie générale, la chirurgie orale et maxillo-faciale, la chirurgie plastique, reconstructive et esthétique, la chirurgie thoracique, l'endocrinologie / diabétologie, la gastroentérologie, la gynécologie et obstétrique, l'infectiologie, la médecine intensive, la médecine interne générale, la neurochirurgie, la neurologie, la néphrologie, l'oto-rhino-laryngologie, la pneumologie, la radiologie, la rhumatologie et l'urologie,.